# Adriaan Mollen
Adriaan Mollen (Valkenswaard, 9 april 1816 – aldaar, 1895) was hoofdvalkenier van de Royal Loo Hawking Club, in dienst bij de Nederlandse koningen Willem I, II en III. Daarvoor was hij als valkenier in dienst bij graaf Trauttmansdorff in Oostenrijk en daarvoor bij Lord Berners in Engeland. 

## Training
Adriaan leerde het vak van de Valkenswaardse valkenier Jan Bots (1800-1864). Hij trainde zijn broer Paul en zijn zonen Adriaan (1847-1894) en Karel (1854-1935). Valkenswaard was al eeuwenlang het centrum voor de valkenvangst en -training en leverde traditioneel een groot deel van de valkeniers die over heel Europa bij de verschillende vorstenhuizen in dienst was. Het aantal actieve valkeniers was in 1816 gedaald van een dertigtal vóór de Franse Revolutie tot een handvol: Jan Daems (1744-1829), Frans van den Heuvel (1766-1846, bekend als ‘de laatste valkenier van Lodewijk XVI’), Jan Bots (1800-1864), diens broer Arnoud Bots (1788-1851) en Jan Peels (1770-1838, ook bekend als John Pells). Ondanks hun geringe aantal, overlapt de geschiedenis van de Valkenswaardse valkeniers in de negentiende eeuw grotendeels met de geschiedenis van de valkerij in Europa. 

## Bij Lord Berners in Didlington (VK) in 1833
Adriaan ging op 17-jarige leeftijd als leerling in dienst bij Jan Bots (in Engeland Jacobus genoemd) die valkenier werd bij de Falconers’ club onder leiding van  Lord Berners in Didlington (Engeland). 
Toen enige tijd later, in 1838, na het overlijden van Lord Berners, de Falconers’ club werd opgeheven, had Adriaan kunnen laten zien wat hij waard was en was zijn reputatie als valkenier voorgoed gevestigd bij de meest vooraanstaande leden van deze Engelse club, zoals de hertog van Leeds, de heren Stuart Wortley en Clough Newcome en de Franse baron D’Offémont.

## Graaf Trauttmansdorff in Oberwaltersdorf 1837
In 1837 trad Adriaan in  Oberwaltersdorf in dienst bij de Oostenrijkse graaf Trauttmansdorff (1803-1859)‚ een enthousiast liefhebber van de valkenjacht.  Adriaan verbleef gedurende het jachtseizoen, van Maart tot Augustus, in Oberwaltersdorf en keerde daarna naar Valkenswaard terug om in het najaar de valken te vangen die voor de jacht nodig waren. Hij reisde per diligence en trekschuit heen en weer met een paspoort van Koning Willem I. 

## De reigerjacht bij de Royal Loo Hawking Club 1839-1855
Valkerij wordt de sport der koningen genoemd, en van alle vormen van valkerij is volgens kenners de reigerjacht de allermooiste. Om deze te kunnen uitoefenen dient het jachtgezelschap te beschikken over een equipage uitstekend getrainde valken, valkeniers en assistenten die deze sport tot in de finesses beheersen, paarden die geschikt zijn om over het ruige terrein te galopperen, een groot onbebouwd en onbegroeid jachtterrein dat niet doorsneden is door hekken of rivieren, en ten slotte een grote reigerkolonie die het jachtterrein moet oversteken om bij haar voedselbronnen te komen. In het Engeland van de eerste helft van de negentiende eeuw werden deze condities steeds zeldzamer en mede daarom werd de Falconers’ Club in 1838 opgeheven. 
De leden van de Falconer’s Club waren dan ook erg verheugd toen zij in 1839/1840 op advies van Jan Bots ontdekten dat de condities op de koninklijke jachtgronden rond het Loo ideaal waren voor deze jacht. De enthousiaste  Stuart Wortley en August baron d’Offémont benaderden de oppervalkmeester Tindal van Koning Willem I om een nieuwe club op te richten en gingen op bezoek bij de koning. Na toestemming van de koning om de club op te richten, vond men dat één valkeniersequipage te weinig was en werd Adriaan Mollen zeer omzichtig benaderd via de ervaren valkenier Frans van den Heuvel om zijn dienstverband bij Trauttmansdorff op te zeggen en een levenslange verbintenis aan te gaan op Het Loo. Zo geschiedde en 1841 wordt Adriaan, pas vijfentwintig jaar oud, naast zijn leermeester en mentor Jan Bots, hoofdvalkenier van de Royal Loo Hawking Club. Enkele jaren later, in 1850, werd hij, samen met zijn broer Paul en nog een assistent, officieel in dienst genomen door de koning. Jan Bots met 2 assistenten bleef in dienst van de Royal Loo Hawking Club. 
In 1855 werd de Royal Loo Hawking Club opgeheven en kreeg Adriaan Mollen, als enige, en al op de leeftijd van 41 jaar, een pensioen van koning Willem III.

## De Old Hawking Club 1864
Na de opheffing van de Royal Loo Hawking-Club in 1855 is het aan de heer Newcome te danken geweest dat er in Engeland nog met de valken gevlogen is. Gedurende een tiental jaren leidt hij amateurs op en maakt ze enthousiast voor het vederspel. Zo wordt de traditie van de valkerij bewaard op de Britse eilanden. De schaarse liefhebbers van de valkerij vinden elkaar in 1864 in een nieuwe club: The Old Hawking Club. Deze Club had een professionele valkenier in vaste dienst en had 10 à 12 leden, die de valkerij te paard bedreven. Dit was het jaar waarin Adriaan zijn leermeester Jan Bots ten grave droeg en hij in feite als enig beroepsvalkenier op het vasteland overbleef. Wederom betrok hij de tobhut en leverde jaarlijks, geholpen door zijn zoon  Karel, valken en toebehoren aan deze club.
Adriaan en Karel's belangrijkste klanten waren naast de Old Hawking Club te Lyndhurst in Engeland vanaf 1870 tijdelijk de Club de Fauconnerie de Champagne in Frankrijk. Ook veel individuele bestellingen van over de hele wereld bereikten hen. Oktober is het seizoen om valken voor de jacht op roeken te verkrijgen. De levering aan de Engelse valkeniers vond meestal plaats tegen het einde van November. Als de valken in Engeland aankwamen waren ze al aan de huif gewend, goed verzorgd, dagelijks op de vuist gevoerd en klaar om ingezet te worden. James Harting, valkenier en bioloog, schreef:
De lezer die er graag één of meer wil kopen moet in September of October schrijven aan Mr. Mollen, Valkenswaard, bij Eindhoven, Holland en zijn wensen opgeven. De prijs van een valk is £4, en van een tarsel £3, inclusief huif, schoenen en langveter, en het vervoer naar Engeland in November kan eenvoudig geregeld worden met de valkenier van de Old Hawking Club.

## Een negentiende-eeuws postorderbedrijf in valkerijbenodigdheden
Adriaan en zijn zonen vingen ieder jaar een 16—24 valken voor de Old Hawking Club. De OHC nam zeven-achtste van hun vangst voor haar rekening, en af en toe werden er ook enkele exemplaren naar Frankrijk of Italië gezonden. Er werd een uitgebreide correspondentie gevoerd met valkeniers over heel Europa.
Zij vervaardigden ook alle fournituren die voor de valkerij benodigd waren, zoals de bellen, langveters, de loer, valkenierstassen, schoenen en huiven. De Mollenhuif is nog steeds een begrip in de valkerij. Ze verkochten die fournituren via de post, en ook via handelshuizen in bijvoorbeeld London, Parijs en Milaan. 

## Het uitsterven van de beroepsvalkeniers
Het beroep valkenier in dienst van de adel was eind negentiende eeuw bijna voorbij. Na de opheffing van de RLHC stopten de meeste valkeniers met hun vak en zochten een andere betrekking. Valkenier Jan Bots overleed in 1864, zijn broer Arnold Bots in 1851, Jan Peels in 1883 en zijn neef Jan-Willem Peels in 1896, Adriaan Mollen Jr. in 1892, Adriaan Mollen in 1895 en zijn broer Paul Mollen in 1902.

## Persoonlijk leven
Adriaan werd geboren op 9 April 1816 in Valkenswaard als oudste zoon van Jan Mollen en Margaretha van Stratum in een gezin met 11 kinderen, wonende aan de Kromstraat in het centrum van Valkenswaard. Zijn vader is herbergier, landbouwer, koopman en winkelier.
Het is mogelijk om het leven van Adriaan in grote lijnen te schetsen, mede omdat hij een fervent brievenschrijver was waarvan er behoorlijk wat bewaard zijn gebleven: bij het koninklijk huisarchief uit de periode 1840-1855, bij Hermann Schlegel in museum Naturalis Leiden van rond 1860, een aantal bij zijn broer Paul in Oundle (Verenigd Koninkrijk) uit de periode 1865-1875, een notitie bij collega John Pells (Verenigd Koninkrijk) en brieven uit 1878-1888 bij Guillaume de Tholozany (Frankrijk). Adriaan in zijn jeugd wordt verder regelmatig genoemd in de brieven die de Engelsman Richard Hamond vanuit Valkenswaard aan zijn zuster stuurde. Daarnaast komt Adriaan voor in veel van de boeken en artikelen die sinds het midden van de negentiende eeuw over de valkerij zijn geschreven.
Hij trouwde op 21 april 1842 met Elizabeth Möhr en trekt in bij zijn schoonvader Johan Möhr. Het huwelijk wordt gezegend met 9 kinderen, waarvan er enkelen vroeg overlijden. Op 4 juli 1854 komt als achtste kind Karel Theodorus ter wereld, die, als ‘de laatste beroepsvalkenier’ de valkerijgeschiedenis in zal gaan. Het gezin woont in de zogenaamde ‘Kleine Leienhuijzinge’ in de Peperstraat in Valkenswaard. In 1892 vieren Adriaan en Elizabeth hun gouden bruiloft. Adriaan en Elizabeth zijn getrouwd zonder toestemming van zijn vader. In de officiële akte staat de werkelijke reden niet omschreven, maar zij is Nederduits Hervormd, terwijl hij Katholiek was. ‘Twee geloven op een kussen, daar slaapt de duivel tussen’. Met de belofte, dat zij de kinderen katholiek zal opvoeden kan het huwelijk toch plaatsvinden. Bovendien belooft zij: ‘als ze de gouden bruiloft mogen vieren, dat zij op die dag katholiek zal worden’. En zo geschiedde in 1892.  Er wordt uitgebreid verslag van gedaan in de Meierijsche Courant van 16 april 1892: Met de harmonie UNA voorop, gaat de stoet naar de kerk, waar ook de belofte van vijftig jaar geleden wordt nagekomen: Elizabeth laat zich tijdens de plechtigheid in de St. Nicolaaskerk dopen en ontvangt voor het eerst de communie. Het zal voor velen een indrukwekkende gebeurtenis zijn geweest. De met masteboompjes (zo worden de dennenboompjes in de krant genoemd) versierde straten en de erebogen aan de kerk en bij de woning zorgen voor een feestelijk gebeuren. ’s Avonds volgen een serenade en toespraken en de krant omschrijft ‘Menig versje werd er gereciteerd, menig schoon en gevoelvol woord gesproken’. 

### Bezigheden naast valkerij
Adriaan was taxidermist en zette vogels en zoogdieren op. In de dagen van Royal Loo Hawking Club ontstond er een zakelijk-vriendschappelijke relatie tussen de valkenier Mollen en de beroemde ornitholoog Hermann Schlegel, directeur van het Rijksmuseum van Natuurlijke Historie. Die had samen met A.H. Verster van Wulverhorst de Traité de Fauconnerie gemaakt, alom beschouwd als het mooiste boek over valkerij van de negentiende eeuw. Een groot deel van de informatie voor dat boek haalde Schlegel bij Adriaan Mollen en Jan Bots. Al in 1842 richtte Schlegel een verzoek aan Mollen om vogels, huiden en eieren te leveren voor het museum. Adriaan Mollen correspondeerde met verschillende Engelse verzamelaars en het Museum te Leiden en leverde vele exemplaren aan hen.

### Paul Mollen (1821-1902)
Paul was een jongere broer van Adriaan, en leerde van hem het vak.  Paul was assistent van Adriaan bij de Royal Loo Hawking Club. Na de opheffing van de Royal Loo Hawking Club was hij enige tijd dierenverzorger in de dierentuin van Antwerpen. Via zijn netwerk in de Old Hawking Club kreeg hij een baan aangeboden bij Thomas Littleton, beter bekend als Lord Lilford (1833-1896). Lilford haalde Paul Mollen in 1862 naar Oundle in Northamptonshire in het VK en nam hem in dienst, eerst als valkenier, later als vogelverzorger, voor zijn collectie van driehonderd vogels.  Paul Mollen bouwde een  tobhut in Oundle, zoals die in Valkenswaard werd gebruikt, en ving op de ‘Hollandse wijze’ slechtvalken. 

### Karel Mollen (1854-1935)
Adriaans zoon Karel assisteerde zijn vader bij diens leven en zette na het overlijden van zijn vader diens werk voort, voornamelijk als leverancier van valken en door het vervaardigen van fournituren voor de valkenjacht. Karel overleed op 31 december 1935.

## Valkeniersverbond “Adriaan Mollen”
In 1938 werd het Nederlands Valkeniersverbond "Adriaan Mollen" opgericht op initiatief van Professor Dr. Swaen, auteur van “De valkerij in de Nederlanden”(1937). Het Valkeniersverbond bestaat nog steeds.

### Erfgoed
De jongste zoon van Karel Mollen, Johan Mollen was net zo behept met de natuur als zijn vader, en kende ook alle vogels en flora in Valkenswaard en omgeving, maar een carrière als valkenier zat er niet meer in. Wel heeft hij alle documenten en de spullen, die zijn vader gebruikte voor het maken van de fournituren, in goede conditie bewaard en medewerking verleend aan interviews en tentoonstellingen. Correspondentie bleef tot ver na de dood van Karel van over de hele wereld binnenkomen. Mede daardoor realiseerde Johan zich dat de familie Mollen een relevante rol heeft gespeeld in het doorgeven van de traditie van de valkerij. Het is vrijwel onmogelijk om een publicatie over de valkerij te vinden uit de periode 1840-1940 waarin de familie Mollen niet genoemd wordt. Johan overleed in 1967.

### Stichting Erfgoed Karel Mollen, Valkenier
De oudste dochter van Johan, Joke Peels-Mollen, nam het stokje van Johan over, werkte mee aan de oprichting van het Valkerij Museum in Valkenswaard en richtte op 13 februari 2013 de Stichting Erfgoed Karel Mollen, Valkenier op. De doelstelling van deze culturele ANBI is het in standhouden van de nalatenschap van Adriaan Mollen, valkenier des Konings, en zijn zoon Karel Mollen, de laatste valkenier van Nederland en het leveren van een bijdrage aan de herinnering aan de valkerij in Valkenswaard. Deze Stichting beheert de verzameling documenten, foto's en goederen uit de nalatenschap van Adriaan en Karel Mollen.  In 2021 heeft de Stichting het boek ‘Karel Mollen, de laatste valkenier’ gepubliceerd.